# Привид Києва
При́вид Ки́єва — міська легенда про учасника російсько-української війни, українського пілота-аса; збірний образ пілотів 40-ї бригади тактичної авіації. Його описують як пілота МіГ-29, який за перші 30 годин російського вторгнення в Україну здобув 6 повітряних перемог у небі над Києвом: збив 2 літаки Су-35, 2 літаки Су-25, по 1 літаку Су-27 і МіГ-29.

## Тло

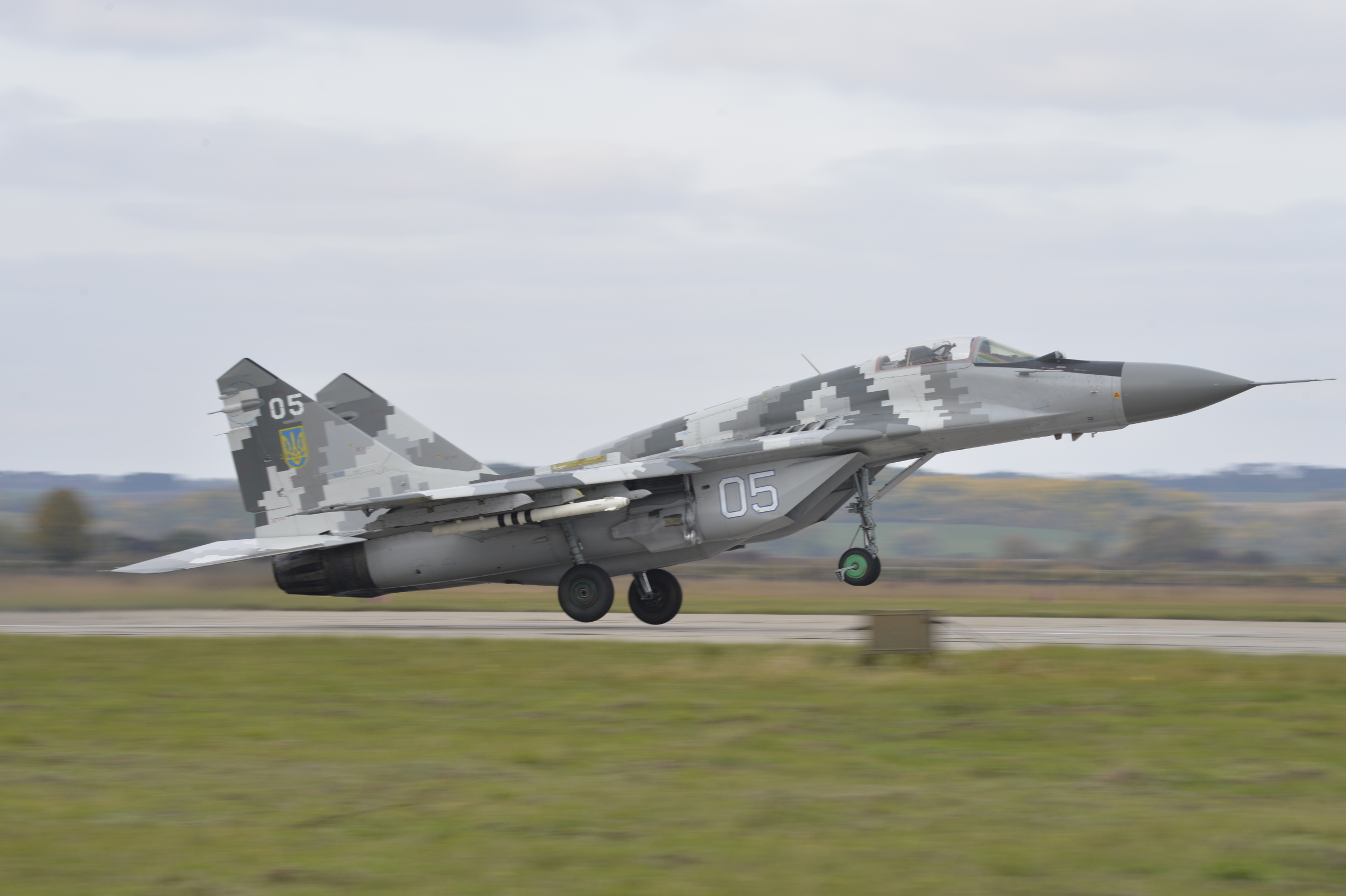
Літак ПС ЗС України МіГ-29 у 2018 році. Аналогічний літак приписується «Привиду Києва»

24 лютого 2022 року почалося офіційне вторгнення Росії в Україну в межах ескалації війни, що вже існувала, між двома країнами. Під час наступу на столицю України Київ, який розпочався в перший день вторгнення, у соціальних мережах почали широко поширювати відеоролики, на яких зображені винищувачі в Україні незабаром після початку вторгнення, включаючи твердження про пілота, що збив кілька російських літаків. Пілот літака МіГ-29, прозваного українцями «Привидом Києва», як стверджується, виграв шість повітряних боїв у небі Києва протягом перших 30 годин вторгнення. Повідомляється, що ці шість літаків — два Су-35, два Су-25, Су-27 та МіГ-29.
Міністерство оборони України на своїх сторінках у соцмережах припустило, що «Привидом Києва» може бути один із досвідчених військових льотчиків запасу, які оперативно повернулися до лав ЗСУ після ворожого вторгнення.
Про одне з відео, опубліковане 25 лютого, твіттер-каналом Ukrainelive стверджувалося, що там зафіксовано політ «Привида Києва» на літаку. Проте насправді це був фрагмент з відеогри Digital Combat Simulator World. Декілька фото, поширювані в соцмережах, містили підписи, що пілота звати Володимир Абдонов, однак ці фото виявилися відредагованими. Насправді там був зображений канадський пілот або загиблий сапер Віталій Скакун.
Народний депутат України Петро Порошенко опублікував 26 лютого твіт із фотографією пілота винищувача, стверджуючи, що це «Привид Києва». Пізніше з'ясувалося, що фотографію було повторно використано з повідомлення Міністерства оборони від 2019 року, на якому було зображено пілота, що випробовує новий шолом. 27 лютого Служба безпеки України повідомила у пості на Facebook, що «Привид Києва» збив 10 ворожих літаків.
7 березня 2022 року «Привид Києва» поблизу Обухова збив ворожу крилату ракету «Калібр».
Приклад «Привида Києва» стали наслідувати захисники міста Ізюм, що збили понад 10 російських літальних апаратів.

## Особа «Привида Києва»
За однією з версій, справжнє ім'я пілота, відомого як «Привид Києва», не розкривається з метою його безпеки. На фото, де можливо зображено пілота, видно доволі молодого чоловіка, чиє обличчя приховано балаклавою.
Водночас реальність існування «Привида Києва» ставилася під сумнів як багатьма журналістами, так і громадськістю. Один з пілотів Васильківської бригади висловився, що «Привид Києва» — це збірна назва всіх пілотів Васильківської 40 бригади тактичної авіації.
29 квітня 2022 року британське видання «The Times» опублікувало матеріал в якому назвала українського льотчика Степана Тарабалка «привидом Києва». За першу добу війни йому вдалося знищити шість ворожих літаків: Су-27, МіГ-29, два літаки Су-35 та два — Су-25.
30 квітня 2022 року Командування Повітряних Сил ЗСУ заперечило, що Степан Тарабалка є «Привидом Києва», також заперечили й сам факт існування легендарного пілота. Мовляв, «Привид Києва» — це збірний образ пілотів 40-ї бригади тактичної авіації Повітряних сил, які захищають небо столиці. Також Командування закликало українців «не видавати бажане за дійсне» та «перевіряти джерела інформації перед тим, як її поширювати».

## Торгова марка
У середині січня 2024 року Український національний офіс інтелектуальної власності та інновацій повідомив, що, за ініціативи підрозділів Повітряного командування «Центр» та громадської організації «Захисники Неба», офіційно зареєстрував п'ять торговельних марок: зображення пілота з піднятим догори пальцем та назв-брендів «Привид Києва», «Нічний Привид», «The Ghost of Kyiv», «Night Ghost». Торгові марки зареєстровано на ГО «Захисники Неба» для запобігання спекулювання та комерціалізації сторонніми особами образу льотчиків.

## «Привид Києва» в масовій культурі

Мурал «Привид Києва»

- Пісню про льотчика на початку березня 2022 року записав український шоумен Сергій Подвеза[25]. Текст покладено на мелодію пісні «Фантом». Пісню про «Привида Києва» виконали Колін, LifeGenesis та інші.
- Група дизайнерів на чолі з Іриною Костиренко створили нарукавний знак на честь «Привида Києва»[26].
- В Японії опублікована манґа про Привида Києва[27][28][29].
- У Подільському районі Києва створили найбільшу в Україні інсталяцію з квітів площею 150 квадратних метрів, присвячену «Привиду Києва»[30]. За адресою: вул. Богдана Хмельницького, 56А встановлено мініскульптуру проєкту «Шукай», присвячену «Привидові Києва» (скульпторка Анна Роздорожнюк із Хмельницького). Прикмета скульптурки: Мене торкнись — перемогу наблизь[31].
- 27 серпня 2022 року, на День авіації, на київському Подолі відкрили мурал, присвячений «Привиду Києва»[32][33].

## Галерея

Фанатський логотип
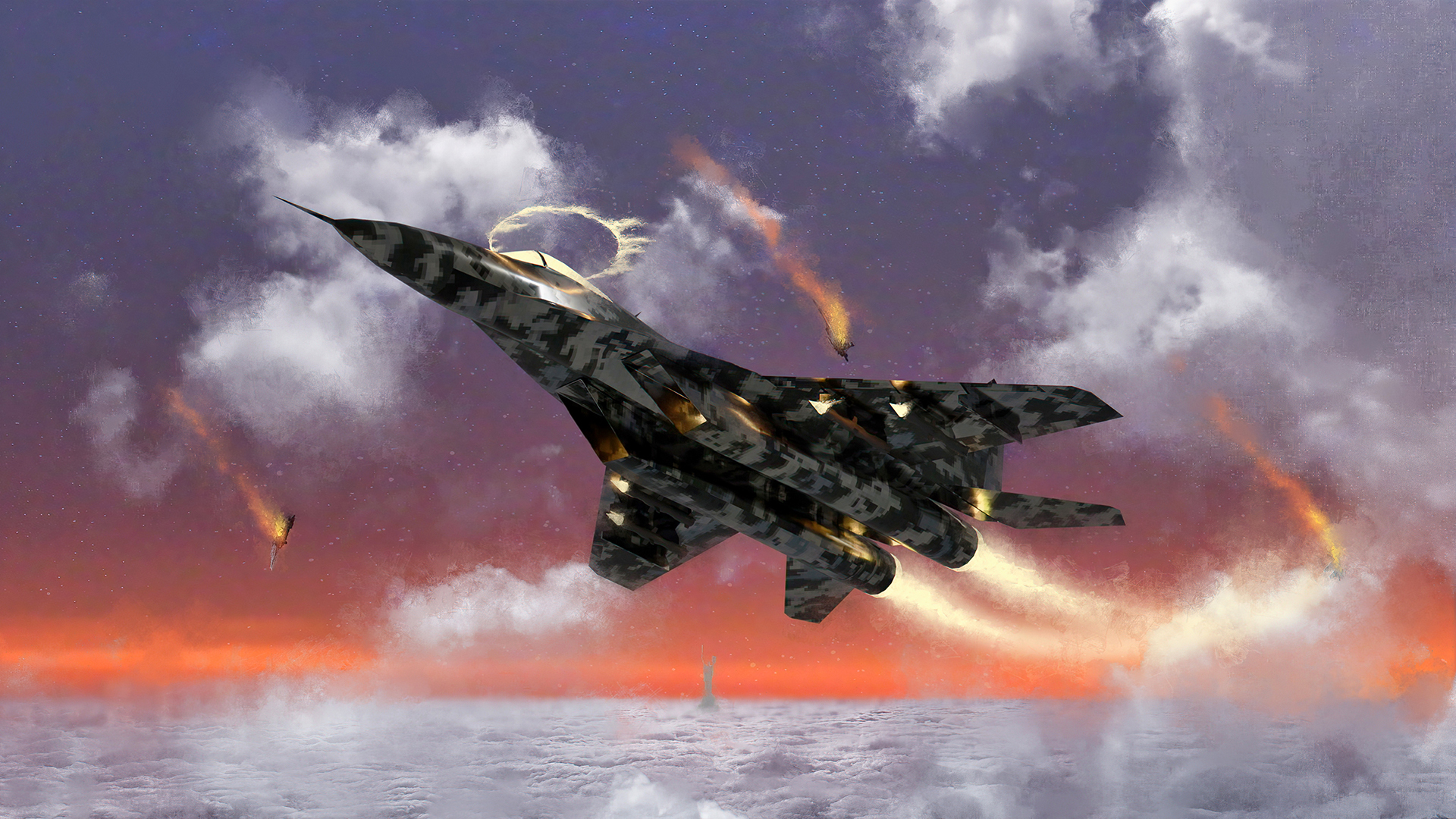
Художня інтерпретація